# Machelen
Machelen és un municipi belga de la província de Brabant Flamenc a la regió de Flandes. Està compost per les seccions de Machelen i Diegem. L'1 de gener del 2024 tenia 16.554 habitants.